# Pycnonotus plumosus
Pycnonotus plumosus е вид птица от семейство Pycnonotidae.

## Разпространение
Видът е разпространен в Бруней, Индонезия, Малайзия, Мианмар, Сингапур, Тайланд и Филипините.